# Джессор, Херман
Херман Д. Джессор (англ. Herman J. Jessor) (1895, Российская Империя – 1990, Нью-Йорк, США). Известный американский архитектор спроектировавший более 40 000 единиц кооперативного жилья в Нью-Йорке. Вместе с Абрахамом Казаном, он был движущей силой возникновения кооперативного жилья в США.

## Биография
Херман Д. Джессор родился в Российской Империи, в еврейской семье. Он приехал с родителями в США в возрасте 12-ти лет, окончил среднюю школу в Манхэттене, а затем университет "Инженерная школа Купера" (Cooper Union School of Engineering). Во время учёбы работал инженером, самым молодым сотрудником в фирме "Спрингстин и Голдхаммер" (Springsteen & Goldhammer).
В дальнейшем разрабатывал проекты для кооперативов Сюард Парк, Хиллман (Seward Park, Hillman), и второго этапа строительства Кооперативной колонии, кооператива Ист-Ривер (United Workers Cooperative Colony, East River Housing Corporation), крупных комплексов: Кооперативная деревня (Cooperative Village) и Деревня Рочдайл (Rochdale Village) в Квинсе (Queens) и комплекса в Челси, Манхэттен (Penn South complex, Chelsea, Manhattan). Одним из его крупнейших проектов является постройка 15,500-квартирного кооперативного комплекса в Бронксе (The Bronx).
Джессор известен как архитектор, внедрявший комплекс всех необходимых удобств в квартиры для рабочих, включая вестибюли, кухни с окнами и спальни со сквозным проветриванием. Многие из его построек финансировались профсоюзами.